# 30 км
30 км — населённый пункт (тип: разъезд) в Акбулакском районе Оренбургской области. Входит в состав Акбулакского поссовета.

## География
Разъезд находится на расстоянии 14 км к юго-востоку от посёлка городского типа Акбулак, административного центра района.

### Часовой пояс
Разъезд 30 км как и вся Оренбургская область, находится в часовой зоне МСК+2. Смещение применяемого времени относительно UTC составляет +5:00.

## Население
| 2010 |
| ---- |
| 23   |